# بیمارستان قدس اراک
بیمارستان قدس واقع در استان مرکزی، شهر اراک بیمارستانی است خصوصی و درمانی که مسئولیت اداره آن را برعهده بنیاد علوی از زیرمجموعه‌های بنیاد جانبازان و مستضعفان می‌باشد . این بیمارستان با ظرفیت ۲۳۰ تخت ثابت که در سال ۱۳۵۰ شمسی تأسیس گردیده است.
هم اکنون این بیمارستان دارای بخش‌های اورژانس، جراحی گوش و حلق وبینی، جراحی چشم پزشکی، جراحی زنان و زایمان، داخلی، ارتوپدی، زنان، NICU، نوزادان، VIP, POST CCU, CCU، آنژیوگرافی، جراحی اعصاب، جراحی ارتوپدی و ستون فقرات، جراحی عمومی و لاپاراسکوپی، جراحی ارولوژی، جراحی اطفال، جراحی توراکس، جراحی پلاستیک، ترمیمی و زیبایی، جراحی فک و صورت و دیگر واحدهای پاراکلینیک و درمانگاهی می‌باشد.

## تاریخچه تأسیس
اکبر بهادری با همکاری گروه پزشکی برزویه بیمارستان قدس اراک را بنیاد گذاشت. دکتر بهادری در سال ۱۳۵۴ از طرف حزب رستاخیز کاندیدای نمایندگی مجلس شد و با ۲۷۸۳۷ رأی مقام اول را به دست آورد. دکتر بهادری پس از انقلاب سال ۱۳۵۷، در اراک دستگیر و محاکمه شد ولی در تهران با اتهام افساد فی‌الارض در بامداد ۲۰ اردیبهشت سال ۱۳۵۸ اعدام شد.
بیمارستان قدس اولین بیمارستان خصوصی اراک است. این بیمارستان در سال ۱۳۵۰ شمسی در زمینی به مساحت ۷۰۰۰ متر مربع تأسیس گردید. نام بیمارستان از نام خانم قدس السلطنه بیات گرفته شده‌است.
خانم قدس السلطنه بیات، فردی خیر و از همسران ابراهیم خان عاصم السلطنه بود که فرزندی نداشت. خانم قدس السلطنه بیات در سال‌های آخر عمر زمین قلعه بزرگش در اراک را که ۷۰۰۰ مترمربع مساحت داشت برای احداث بیمارستان قدس اراک از قرار متری یکصد تومان در اختیار برادرزاده اش، دکتر اکبر بهادری، قرار داد و چون برای بیمارستان بود متری بیست تومان هم تخفیف داد و بابت بهای آن شصت هزار تومان پول نقد و ده سهم پنجاه هزارتومانی بیمارستان را (جمعاً پانصد و شصت هزارتومان) گرفت. خانم قدس السلطنه بعداً یک سهم از سهام خودش را برای جذب دکتر اشعری و یک سهم هم برای جذب دکتر گشتاسبی به اراک به آنان داد و الباقی سهام باقی‌مانده را نیز به بیمارستان وقف نمود تا آنان بیماران مستمند را به رایگان درمان نمایند.
بیمارستان قدس را محمدرضا شاه در سفری در شهریور ۱۳۵۱ به دعوت دکتر علی اکبر بهادری، رسماً افتتاح کرد.
دکتر بهادری موفق شد که پزشکان متخصص خوبی را از تهران و جاهای دیگر جذب کار در بیمارستان نماید.